# Список городов Британской Колумбии

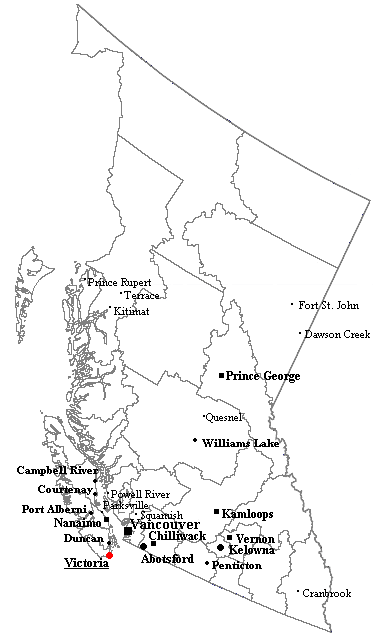
Карта Британской Колумбии с наиболее крупными городами. Столица провинции,
Виктория, обозначена красной точкой и подчёркнута; чем крупнее город, тем жирнее выделено его название.

Основная статья: Список городов Канады
Ниже представлен список городов канадской провинции Британская Колумбия. Следует помнить, что во франко-канадской терминологии понятия city и town, на русский язык оба обычно переводящиеся как «город», имеют разное значение, как по количеству жителей и площади территории, так и, самое главное, по административно-юридическому признаку.

## City и town
В Канаде существует особая классификация населённых пунктов, в основном характеризующаяся двуязычной англо-французской терминологией и наличием нескольких терминов (чаще всего на английском языке) для обозначения понятий, которые в российской терминологии обозначаются одним термином.
Российское понятие «город» включает в себя англо-канадские понятия «city» и «town». При этом «town», по сути, эквивалентен исключительно российскому термину «посёлок городского типа», который не может применяться в отношении канадских населённых пунктов. В связи с этим русский термин «город» распространяется и на английский термин «town». Во франко-канадской терминологии, как и в русской, эти два английских понятия объединяются в понятие «ville».
Город (крупный город, англ. city) — это высший статус организованных городских муниципалитетов, существующий в канадской провинции Британская Колумбия. Этот статус соответствует российскому статусу «города». По действующему закону, ныне муниципалитет в Британской Колумбии может получить статус «city» указом генерал-губернатора, если его численность превысила 5000 человек, а на референдум, посвящённый изменению статуса населённого пункта, явилось не менее 50 % избирателей. Если численность населения города опустилась ниже 5000 человек, автоматического лишения статуса не происходит.
Городок (малый город, англ. town) — это обычный статус организованных городских муниципалитетов, существующий в провинции Британская Колумбия. Этот статус примерно соответствует российскому посёлку городского типа.

## «Рекордсмены»
В Британской Колумбии существует 52 города с общим количеством жителей 3 327 824 человек (здесь и ниже — данные согласно переписи-2016).
- Самый населённый город провинции — Ванкувер (631 486 жителей, 8-й по этому показателю в стране), самый малолюдный — Гринвуд[англ.] (665 жителей).
- Самый большой по площади город провинции — Эбботсфорд (375,55 км²), самый маленький — Дункан[англ.] (2,07 км²).
- Самый старый город провинции — Нью-Уэстминстер (статус с 16 июля 1860 года), самый молодой — Уэст-Килоуна[англ.] (с 26 июня 2015 года).
- Город с самой высокой плотностью населения — Ванкувер (5492,6 чел./км²), с самой низкой — Россленд[англ.] (62,4 чел./км²).
- Город с самым высоким приростом населения за пять лет (2011—2016) — Лэнгфорд[англ.] (+20,9 %), с самым низким — Гринвуд[англ.] (-6,1 %). Вообще, лишь 6 городов из 52 за этот промежуток времени показали отрицательный прирост населения, остальные 46 показали результат от +0,2 % до +20,9 %.

Столица Британской Колумбии, Виктория, занимает 2-е место по возрасту, 10-е по количеству жителей, 38-е по площади, 3-е по плотности населения и 41-е место из 51 по приросту населения за пять лет (2006—2011).

## Список
Сортировка по умолчанию — по алфавиту. Чтобы отсортировать список по возрастанию/убыванию (алфавиту), нажмите на чёрные треугольники справа от названия столбца.
| Название        | Дата инкорпорации | Население (перепись-2011) | Население (перепись-2016) | Площадь (км²) | Плотность (чел./км²) | Ссылки, комментарии |
| --------------- | ----------------- | ------------------------- | ------------------------- | ------------- | -------------------- | --- |
| Армстронг       | 31 марта 1913     | 4830                      | 5114                      | 5,22          | 979,8                | |
| Бернаби         | 22 сентября 1892  | 223 218                   | 232 755                   | 90,61         | 2568,7               | |
| Ванкувер        | 6 апреля 1886     | 603 502                   | 631 486                   | 114,97        | 5492,6               | Рекордсмен провинции по количеству жителей и плотности населения, хотя по площади занимает лишь 14-е место из 52.                                                                            |
| Вернон          | 30 декабря 1892   | 38 150                    | 40 116                    | 95,76         | 418,9                | |
| Виктория        | 2 августа 1862    | 80 017                    | 85 792                    | 19,47         | 4305,8               | Столица провинции. Занимает 2-е место по возрасту, 10-е по количеству жителей, 38-е по площади, 3-е по плотности населения и 41-е место из 51 по приросту населения за пять лет (2006—2011). |
| Гранд-Форкс     | 15 апреля 1897    | 3985                      | 4049                      | 10,43         | 388,1                | |
| Гринвуд         | 12 июля 1897      | 708                       | 665                       | 2,42          | 274,9                | Самый малолюдный город провинции |
| Делта           | 22 сентября 2017  | 99 863                    | 102 238                   | 180,2         | 567,4                | |
| Досон-Крик      | 26 мая 1936       | 11 583                    | 12 178                    | 24,37         | 499,8                | |
| Дункан          | 4 марта 1912      | 4932                      | 4944                      | 2,07          | 2387,1               | Самый маленький по площади город провинции |
| Камлупс         | 17 октября 1967   | 85 678                    | 90 280                    | 299,25        | 301,7                | |
| Каслгар         | 1 января 1974     | 7816                      | 8039                      | 19,67         | 408,6                | |
| Квинел          | 21 марта 1928     | 9879                      | 10 007                    | 35,39         | 279,2                | |
| Келоуна         | 4 мая 1905        | 117 312                   | 127 380                   | 211,85        | 601,3                | |
| Кимберли        | 29 марта 1944     | 6652                      | 7425                      | 60,62         | 122,5                | |
| Кокуитлам       | 25 июля 1891      | 126 804                   | 139 284                   | 122,3         | 1138,9               | |
| Колвуд          | 24 июня 1985      | 16 093                    | 16 859                    | 17,67         | 954,2                | |
| Кортни          | 1 января 1915     | 24 216                    | 25 599                    | 29,38         | 789,9                | |
| Кранбрук        | 1 ноября 1905     | 19 319                    | 20 047                    | 32            | 626,6                | |
| Кэмпбелл-Ривер  | 24 июня 1947      | 31 186                    | 32 588                    | 144,36        | 225,7                | |
| Лэнгли          | 15 марта 1955     | 25 081                    | 25 888                    | 10,22         | 2533,6               | |
| Лэнгфорд        | 8 декабря 1992    | 29 228                    | 35 342                    | 39,94         | 885                  | Город с самым высоким приростом населения за пять лет (2006—2011) — +30,1 %. За промежуток 2011—2016 тот же показатель составил +20,7 %.                                                     |
| Мейпл-Ридж      | 12 сентября 2014  | 76 052                    | 82 256                    | 266,78        | 308,3                | |
| Мерритт         | 1 апреля 1911     | 7113                      | 7139                      | 26,07         | 273,9                | |
| Нанаймо         | 24 декабря 1874   | 83 810                    | 90 504                    | 90,76         | 997,2                | |
| Нельсон         | 18 марта 1897     | 10 230                    | 10 572                    | 11,95         | 884,3                | |
| Норт-Ванкувер   | 10 августа 1891   | 48 196                    | 52 898                    | 11,85         | 4465,1               | |
| Нью-Уэстминстер | 16 июля 1860      | 65 976                    | 70 996                    | 15,63         | 4543,4               | Самый старый город провинции. Также занимает 2-е место по плотности населения. |
| Парксвилл       | 19 июня 1945      | 11 977                    | 12 514                    | 14,56         | 859,6                | |
| Пауэлл-Ривер    | 15 октября 1955   | 13 165                    | 13 157                    | 28,91         | 455,1                | |
| Пентиктон       | 1 января 1909     | 32 877                    | 33 761                    | 42,1          | 801,8                | |
| Питт-Медоус     | 25 апреля 1914    | 17 736                    | 18 573                    | 86,51         | 214,7                | |
| Порт-Алберни    | 28 октября 1967   | 17 743                    | 17 678                    | 19,76         | 894,7                | |
| Порт-Кокуитлам  | 7 марта 1913      | 55 958                    | 58 612                    | 29,17         | 2009,4               | |
| Порт-Муди       | 11 марта 1913     | 33 011                    | 33 551                    | 25,89         | 1295,9               | |
| Принс-Джордж    | 6 марта 1915      | 71 974                    | 73 004                    | 318,26        | 232,5                | |
| Принс-Руперт    | 10 марта 1910     | 12 508                    | 12 220                    | 66,28         | 184,4                | |
| Ревелстоук      | 1 марта 1899      | 7139                      | 7547                      | 41,13         | 183,5                | |
| Ричмонд         | 10 ноября 1879    | 190 473                   | 198 309                   | 129,27        | 1534,1               | |
| Россленд        | 18 марта 1897     | 3556                      | 3729                      | 59,79         | 62,4                 | Город с самой низкой плотностью населения в провинции |
| Салмон-Арм      | 15 мая 1905       | 17 464                    | 17 706                    | 155,28        | 114                  | |
| Суррей          | 10 ноября 1879    | 468 251                   | 517 887                   | 316,41        | 1636,8               | |
| Террас          | 31 декабря 1927   | 11 486                    | 11 643                    | 57,36         | 203                  | |
| Трейл           | 14 июня 1901      | 7681                      | 7709                      | 34,93         | 220,7                | |
| Уайт-Рок        | 15 апреля 1957    | 19 339                    | 19 952                    | 5,12          | 3893,1               | |
| Уильямс-Лейк    | 15 марта 1929     | 10 832                    | 10 753                    | 33,13         | 324,6                | |
| Уэст-Келоуна    | 26 июня 2015      | 30 892                    | 32 655                    | 123,53        | 264,4                | Самый молодой город провинции. |
| Ферни           | 28 июля 1904      | 4448                      | 5249                      | 13,5          | 388,7                | |
| Форт-Сент-Джон  | 31 декабря 1947   | 18 609                    | 20 155                    | 26,27         | 767,3                | |
| Чилливак        | 26 апреля 1873    | 77 936                    | 83 788                    | 261,65        | 320,2                | |
| Эбботсфорд      | 12 декабря 1995   | 133 497                   | 141 397                   | 375,55        | 376,5                | Самый большой город провинции по площади |
| Эндерби         | 1 марта 1905      | 2932                      | 2964                      | 4,26          | 695,3                | |

Итого в Британской Колумбии по состоянию на 2017 год существует 52 города с общим количеством жителей 3 327 824 человек (2016). Площадь, занимаемая этими городами, — 4263,15 км², средняя плотность населения — 1081,81 человек на квадратный километр. Прирост населения за промежуток 2011—2016 гг. составил +4,5 %.

## Бывшие и, возможно, будущие города
- Сандон[англ.] — основан в 1891 году, считался неофициальной столицей региона по добыче галенита. 1 января 1898 года получил статус «город» — тогда там проживало более 5000 человек. Затем запасы минерала в округе истощились, и Сэндон постепенно был покинут. Лишён статуса «город» в 1920 году. По переписи 2016 года в нём проживали 6 человек[2][3].
- Финикс[англ.] — основан в 1895 году в месте, где были обнаружены богатые залежи медной руды, считался одним из самых высокогорных городов Канады (1412 метров над уровнем моря). Получил статус «город» 1 октября 1898 года. По переписи 1901 года, в нём проживали 866 человек, пять лет спустя — 662. После окончания Первой мировой войны цена на медь резко упала, и Феникс стал стремительно пустеть. В 1919 году его покинули последние жители, а в следующем году специальные бригады разобрали дома, церкви, магазины, больницу, каток, чтобы переместить эти строения в «живые» близлежащие поселения. По переписи 2016 года в Фениксе жителей не было[4].
- Согласно переписи населения 2011 года, 7 малых городов Британской Колумбии[англ.] (Комокс[англ.], Крестон[англ.], Ледисмит[англ.], Куоликум-Бич[англ.], Сидни, Смитерс и Вью-Ройал[англ.]) удовлетворяли основному требованию на получения статуса «город» — количество жителей в каждом из них было выше отметки в 5000 человек.